# Sergej Gorškov
Sergej Georgijevič Gorškov (rusko Серге́й Георгиевич Горшков), sovjetski mornariški častnik. * 26. februar 1910, Kamenec-Podolski, † 13. maj 1988, Moskva.
Skoraj 30 let (1956–1985) je bil vrhovni poveljnik Sovjetske vojne mornarice. Bil je admiral flote Sovjetske zveze (čin adekvaten maršalu SZ; od 1967) in dvakratni heroj Sovjetske zveze.

## Mladost
Rodil se je v Kamenec-Podolskemu v rusko družino, odrasel pa je v Kolomni. Leta 1927 se je pridružil Sovjetski vojni mornarici in se vpisal na Mornariško šolo M. V. Frunzeja v Leningradu. Gorškov je začel svojo službo v Črnomorski floti leta 1931 na rušilcu Frunze. Postal je navigator, leta 1932 pa je bil premeščen na Tihooceansko floto, kje je služil na enakem mestu na minolovcu Tomsk. Leta 1934 je postal navigator brigade minolovcev, pozneje istega leta pa postane poveljnik fregate Buran. Med letoma 1936 in 1937 se je učil na tečaju za poveljnika rušilca, po zaključku tečaja pa leta 1937 postane poveljnik rušilca Razjašči. Istega leta postane poveljnik štaba brigade rušilcev, naslednjega leta pa postane njen poveljnik. Udeležen je bil v bitki pri jezeru Hasan, leta 1940 pa je bil premeščen na Črnomorsko floto, kjer je postal poveljnik brigade križark.

## Druga svetovna vojna
Brigada je od začetka Operacije Barbarosa sodelovala v operacijah Črnomorske flote. Gorškov je 16. septembra 1941 postal kontraadmiral. Med obrambo Odese je Gorškov vodil izkrcanje na območju Grigorijevke, nato pa je prevzel poveljevanje Azovski flotilji. Decembra in januarja 1942 je poveljeval izkrcanjem na severni obali polotoka Kerč, avgusta pa je po umiku sovjetskih enot v Novorusisk poveljeval 150 ladjam flotilja pri preboju iz Azovskega morja v Črno morje. Po ukinitvi flotilje je postal namestnik poveljnika mornariških sil in član vojaškega sveta Novorusiskega obrambnega okraja. Novembra je začasno poveljeval enotam 47. armade, ki so branile območje med bitko za Kavkaz. Po ponovni ustanovitvi Azovske flotilje leta 1943 jo je vodil med izkrcanji pri Taganrogu, Mariupolu in Osipenku, nato pa je poveljeval enotam Severnokavkaške fronte med zavzetjem polotoka Taman. Istega leta je nadzoroval priprave na izkrcanje v okviru Kerško-Eltigenske operacije in izkrcanje samo, za katero je prejel red Kutuzova 1. razreda, za poveljevanje flotilje med ponovno osvojitvijo Krima pa je prejel red Ušakova 2. razreda. Leta 1944 postane poveljnik Donavske flotilje, ki ji je poveljeval med Jaško-Kišinjevsko ofenzivo med prečkanjem Dnestra in vstopom v delto Donave. Flotilja je podpirala enote 2. in 3. Ukrajinske fronte med Beograjsko in Budimpeštansko ofenzivo. 25. septembra 1944 postane Gorškov viceadmiral in postavljen je na mesto poveljnika eskadre Črnomorske flote.

## Hladna vojna
Leta 1948 postane Gorškov poveljnik štaba Črnomorske flote, 3. avgusta 1953 pa je povišan v admirala. Leta 1955 postane namestnik poveljnika Sovjetske vojne mornarice, januarja 1956 pa njen vrhovni poveljnik. Hkrati je bil namestnik ministra za obrambo Sovjetske zveze in je 24. aprila 1962 napredoval v čin admirala flote. Pod Brežnjevim je Gorškov vodil masivno rast ladijskih in podmorniških zmogljivosti in do konca 1970-ih let ustvaril silo, ki je lahko tekmovala z zahodno mornariško močjo. Ta je vključevala jedrsko orožje, ki je bilo nameščeno na strateških jedrskih podmornicah. Za projiciranje sovjetske vojaške moči je Gorškov pošiljal ladje na dolge odprave in oblikoval operativne eskadre v Sredozemskem morju in Atlantskem, Tihem ter Indijskem oceanu in tako zgradil modrovodno vojno mornarico. 7. maja 1965 je prejel odlikovanje heroj Sovjetske zveze, 22. oktobra 1967 pa je bil povišan v admirala flote Sovjetske zveze, najvišji sovjetski mornariški čin. Gorškov je prejel drugo odlikovanje heroj Sovjetske zveze 21. december 1982. Po prihodu Mihaila Gorbačova na oblast je bil decembra 1985 premeščen na delovno mesto inšpektorja na ministrstvu za obrambo in 13. maja 1988 je Gorškov umrl v Moskvi ter bil pokopan na Novodevičjem pokopališču.
Gorškova pogosto povezujejo s frazo »Boljše je sovražnik dobrega« (»Лучшее – враг хорошего«).
Po njem je bila poimenovana sovjetska letalonosilka Admiral Gorškov in fregata Admiral Gorškov.